# TRAMCITY HAKODATE
『TRAMCITY HAKODATE』（トラムシティ 函館市電編）は、TRAMWORKSが開発・配信を行うゲームソフト。
内容は北海道函館市の函館市電を舞台にした電車運転シミュレーションゲーム。

## 遊び方
プレイヤーは函館市電の運転士となり、乗客を安全かつ正確に目的地まで運ぶ。
ゲームには独自の運転評価システムが存在し、適切な速度や信号通過などでポイントを獲得できる。

## 開発
開発者のサクラダは、学生時代を函館で過ごした経験を元に制作しており、車両や環境音は全て函館市電スタッフ立ち会いのもと実車を使用して収録している。また、ゲームでは実際の函館市電の車内アナウンスを担当する元運転士の鉄道タレントの響丈の音声を収録するなど、従来の鉄道運転シミュレーターの概念に囚われない「函館市電らしさ」を追求した作品となっている。
2025年4月現在、ゲームでは函館どつく前から昭和橋までの区間と谷地頭から十字街の区間を8000系 8005号でのみプレイできるが、将来的には全区間・全車両を実装したいとしている。
2025年4月13日、macOS版の配信が開始された。